# No es lo mismo
No es lo mismo es el título del séptimo álbum de estudio grabado por el cantautor español Alejandro Sanz, Fue lanzado al mercado por la compañía discográfica Warner Music Latina el 2 de septiembre de 2003. 
Se lanzaron los sencillos «No es lo mismo», «Regálame la silla donde te esperé», «Eso», «He sido tan feliz contigo», y «Try To Save Your S'ong». Aparte de una reedición posterior con un DVD de la gira "No es lo mismo".

## Antecedentes y lanzamiento
Tres años después de su último álbum de estudio El alma al aire (2000). Es el primer álbum producido por el propio artista en colaboración del músico cubano Lulo Pérez. Cuenta con la participación del guitarrista español Paco de Lucía en uno de los temas, de los bateristas Vinnie Colaiuta y Horacio "El Negro" Hernández. 
No es lo mismo: Edición Especial Gira, es una edición de 2004 de su álbum No es lo mismo lanzado en 2003. Contiene un CD y un DVD. El CD contiene 5 nuevas canciones y el DVD contiene 11 vídeos, entre sesiones y Making-Of.
No es lo mismo (Edición 2006) es una edición de 2006, de su álbum No es lo mismo lanzado en 2003, contiene 1 CD y un DVD. El CD contiene 15 canciones ya lanzadas anteriormente y el DVD contiene 13 videos entre videoclips, documentales y videos de su gira de 2004.

## Lista de canciones
- Todas las canciones escritas y compuestas por Alejandro Sanz.

| No es lo mismo |                                     |                |          |  |
| N.º            | Título                              | Escritor(es)   | Duración |  |
| 1.             | «No es lo mismo»                    | Alejandro Sanz | 6:05     |  |
| 2.             | «Hoy llueve, hoy duele»             | Alejandro Sanz | 4:52     |  |
| 3.             | «He sido tan feliz contigo»         | Alejandro Sanz | 3:50     |  |
| 4.             | «Try to save your s'ong»            | Alejandro Sanz | 3:43     |  |
| 5.             | «Eso»                               | Alejandro Sanz | 4:17     |  |
| 6.             | «Labana»                            | Alejandro Sanz | 5:28     |  |
| 7.             | «Sandy a orilla do mundo»           | Alejandro Sanz | 3:27     |  |
| 8.             | «12 por 8»                          | Alejandro Sanz | 4:40     |  |
| 9.             | «Al olvido invito yo»               | Alejandro Sanz | 4:21     |  |
| 10.            | «Regálame la silla donde te esperé» | Alejandro Sanz | 4:50     |  |
| 11.            | «Lo diré bajito»                    | Alejandro Sanz | 4:33     |  |
| 12.            | «Sí, he cantado mal»                | Alejandro Sanz | 0:21     |  |

| No es lo mismo: Edición Especial Gira - CD |                                                       |          |  |
| N.º                                        | Título                                                | Duración |  |
| 12.                                        | «Mi niña»                                             | 4:31     |  |
| 13.                                        | «No es lo mismo» (Sones del Mexside Hip Hop Remix)    | 4:40     |  |
| 14.                                        | «Try 2 Save Your S'ong» (Mad Beatz Remix)             | 3:54     |  |
| 15.                                        | «Pra Elha Sonhar Conmigo» (He sido tan feliz contigo) | 3:51     |  |
| 16.                                        | «Eso» (AOL Sessions)                                  | 4:05     |  |
| 17.                                        | «Sí, he cantado mal»                                  | 0:21     |  |

| No es lo mismo: Edición Especial Gira - DVD |                                                              |          |  |
| N.º                                         | Título                                                       | Duración |  |
| 1.                                          | «No es lo mismo» (Video)                                     |          |  |
| 2.                                          | «No es lo mismo» (Making Of)                                 |          |  |
| 3.                                          | «No es lo mismo» (Cómo se grabó)                             |          |  |
| 4.                                          | «Regálame la silla donde te esperé» (Montaje Director)       |          |  |
| 5.                                          | «Regálame la silla donde te esperé» (Montaje Alejandro Sanz) |          |  |
| 6.                                          | «Regálame la silla donde te esperé» (Making Of)              |          |  |
| 7.                                          | «He sido tan feliz contigo» (Video)                          |          |  |
| 8.                                          | «He sido tan feliz contigo» (Making Of)                      |          |  |
| 9.                                          | «Try To Save Your S'ong» (Video)                             |          |  |
| 10.                                         | «Try To Save Your S'ong» (Making Of)                         |          |  |
| 11.                                         | «Gira "No es lo mismo" 2004» (Documental Gira Latinoamérica) |          |  |

| No es lo mismo: Edición 2006 - CD |                                                      |          |  |
| N.º                               | Título                                               | Duración |  |
| 13.                               | «No es lo mismo» (Hip Hop Remix Final)               | 4:38     |  |
| 14.                               | «Mi niña»                                            | 4:31     |  |
| 15.                               | «Pra Elha Sonhar Comigo» (He sido tan feliz contigo) | 3:51     |  |

| No es lo mismo: Edición 2006 - DVD |                                                                                             |          |  |
| N.º                                | Título                                                                                      | Duración |  |
| 1.                                 | «No es lo mismo» (Video)                                                                    |          |  |
| 2.                                 | «Regálame la silla donde te esperé» (Video)                                                 |          |  |
| 3.                                 | «Try To Save Your S'ong» (Video)                                                            |          |  |
| 4.                                 | «He sido tan feliz contigo» (Video)                                                         |          |  |
| 5.                                 | «12 por 8» (En Concierto - Gira No es lo mismo 2004)                                        |          |  |
| 6.                                 | «Eso» (En Concierto - Gira No es lo mismo 2004)                                             |          |  |
| 7.                                 | «He sido tan feliz contigo» (con Daniela Mercury) (En Concierto - Gira No es lo mismo 2004) |          |  |
| 8.                                 | «Try To Save Your S'ong» (En Concierto - Gira No es lo mismo 2004)                          |          |  |
| 9.                                 | «Labana» (En Concierto - Gira No es lo mismo 2004)                                          |          |  |
| 10.                                | «Hoy llueve, hoy duele» (En Concierto - Gira No es lo mismo 2004)                           |          |  |
| 11.                                | «Regálame la silla donde te esperé» (En Concierto - Gira No es lo mismo 2004)               |          |  |
| 12.                                | «No es lo mismo» (En Concierto - Gira No es lo mismo 2004)                                  |          |  |
| 13.                                | «EPK»                                                                                       |          |  |

## Créditos y personal
- Vocals: Alejandro Sanz
- Arreglos: Lulo Pérez
- Programación, piano, teclados, palmas, arreglos de material, trompeta, fliscorno y PF&T: Lulo Pérez
- Arreglos de coros: Alejandro Sanz y Lulo Pérez
- Batería: Vinnie Colaiuta
- Batería: Horacio "el Negro" Hernández
- Guitarra Contrabajo de seis cuerdas: Anthony Jackson
- Percusión: Luis Conte
- Guitarra eléctrica y acústica: Michael Landau
- Tres: Alejandro Sanz
- Saxofón tenor: Hamadl Bayard
- Trombón: Carlos Martín
- Coros: Raúl Midón, Wendy Pederson, Lena Pérez , María Antonia Nogaredo, Lulo Pérez y Alejandro Sanz.
- PRODUCIDO POR LULO PÉREZ Y ALEJANDRO SANZ
- Paco de Lucía - Guitarra Flamenca
- Alejandro Sanz - Arreglista, voz, productor, tres, guitarra flamenca, arreglo de latón, coros, arreglo de piano
- Betty Agent - Viola
- Steve Bryant - Violín
- Vinnie Colaiuta - Batería
- Luis Conte - Percusión, bata, pandereta
- Mick Guzauski - Mezcla
- Horacio "El Negro" Hernández - Batería
- Anthony Jackson - Bajo Sexto
- Simon James - Concert Comedienne, contratista
- Michael Landau - Guitarra (acústica), guitarra (eléctrica)
- Bob Ludwig - Mastering
- Jason Moody - Violín
- Cynthia Morrow - Viola
- Wendy Pederson - Coros
- Marjorie Talvi - Violín
- Carlos Martin - Trombón
- Michael Miropolsky - Violín
- Luis Dulzaides - Percusión
- Ingrid Fredrickson - Violín
- Ella Marie Gray - Violín
- Raul Midon - Coros
- Dan Warner - Guitarra (acústica), guitarra (eléctrica), guitarra (cadena de nylon)
- Hamadi Bayard - Saxofón (soprano), saxofón (tenor)
- Anna Doak - Basso continuo
- Rafa Sardina - Ingeniero, mezcla
- José Antonio Rodríguez - Guitarra flamenca
- Lulo Perez - Piano, trompeta, arreglador, teclados, órgano (Hammond), programación, productor, sintetizador bajo, coros, pailas, fliscorno, arreglo de piano, metales, palmas
- Marco Gamboa - Copista
- Gustavo Sacchetti - programación y grabación(Paco de Lucia)
- Tom Dziekonski - Violín
- Lena Pérez - Coros
- Virginia Dziekonski - Violonchelo
- Santiago Perez - Director de orquesta

## Sencillos
| Año  | Lista                                 | Canción                           | Mejor posición | Semanas en lista |
| ---- | ------------------------------------- | --------------------------------- | -------------- | ---------------- |
| 2003 | U.S. Billboard Hot Latin Tracks       | No es lo mismo                    | 4              | 17               |
| 2003 | U.S. Billboard Latin Pop Airplay      | No es lo mismo                    | 3              | 24               |
| 2003 | U.S. Billboard Latin Tropical Airplay | No es lo mismo                    | 23             | 8                |
| 2003 | U.S. Billboard Hot Latin Tracks       | Regálame la silla donde te esperé | 23             | 8                |
| 2003 | U.S. Billboard Latin Pop Airplay      | Regálame la silla donde te esperé | 16             | 13               |
| 2004 | U.S. Billboard Hot Latin Tracks       | Eso                               | 25             | 7                |
| 2004 | U.S. Billboard Latin Pop Airplay      | Eso                               | 13             | 13               |

| Fecha                   | Lista                        | Canción        | Mejor posición                                         |
| ----------------------- | ---------------------------- | -------------- | ------------------------------------------------------ |
| 6 de septiembre de 2003 | Los40.com Los 40 Principales | No es lo mismo | 1 Archivado el 21 de marzo de 2008 en Wayback Machine. |

## Premios
| Año  | Categoría                                            | Canción        | Resultado |
| ---- | ---------------------------------------------------- | -------------- | --------- |
| 2004 | Premio Grammy Latino por Grabación del Año           | No es lo mismo | Ganó      |
| 2004 | Premio Grammy Latino por Álbum del Año               | No es lo mismo | Ganó      |
| 2004 | Premio Grammy Latino por Canción del Año             | No es lo mismo | Ganó      |
| 2004 | Premio Grammy Latino por Mejor Artista Pop Masculino | No es lo mismo | Ganó      |
| 2004 | Premio Grammy Latino por Mejor Ingeniería de Sonido  | No es lo mismo | Ganó      |
| 2004 | Grammy Award por Mejor álbum Pop Latino              | No es lo mismo | Ganó      |

## Listas de ventas
| País           | Proveedor    | Certificaciones |
| Europa         |              |                 |
| España         | Promusicae   | 8x Platino      |
| Europa         | IFPI         | 2x Platino      |
| América        |              |                 |
| Estados Unidos | RIAA (Latin) | 1x Platino      |
| Argentina      | CAPIF        | 3x Platino      |
| México         | Amprofon     | 2x Platino      |
| Brasil         | ABPD         | Oro             |